# Cecil Poppa
Cecil Poppa (n. 9 octombrie 1921, Constanța, România – d. 3 octombrie 2001, București, România) a fost un medic hematolog, pionier al rezolvării, în România, a problemelor asociate patologiei hemostazei.

## Primii ani

Casa Cecil Popa Fundeni

S-a născut în 1921 la Constanța, ca fiu al lui George și al Verginei Poppa. Tatăl său, comandant de navă în cadrul companiei Lloyd⁠(de)[traduceți] din Trieste, a devenit ulterior comandant al Portului Constanța.
Viitorul medic a urmat cursurile liceului „Mircea cel Bătrân” din Constanța, pe care l-a absolvit în anul 1940 ca șef de promoție. Ulterior, a absolvit, tot ca șef de promoție al seriei 1940-1946, Facultatea de Medicina Carol Davila din București.
A vorbit fluent limbile engleză, franceză și germană.
A decedat, în vârstă de 80 de ani, la 3 octombrie 2021 la București în casa Dr. Cecil Popa Fundeni, astăzi monument istoric.

## Cariera
Ca urmare a unui concurs, a devenit extern al spitalelor CFR din București, făcându-și stagiile de specializare atât ca extern cât și ca intern al Spitalului CFR Nr. 2. Ajungând colaboratorul cel mai apropiat al Profesorului Constantin T. Nicolau, la începutul anilor 1950 a luat parte la organizarea primei Clinici de Hematologie de la Spitalul CFR Nr.2. A devenit ulterior Director Adjunct Științific al Centrului de Hematologie din București, ocazie cu care a intervenit semnificativ în dezvoltarea și transformarea acestuia în for metodologic, pentru centrele teritoriale (județene) de recoltare și de conservare a sângelui.
Ca medica hematolog s-a remarcat în subdomeniul hemostazei, organizând Laboratorul de Hemostază, mai întâi la Centrul de Hematologie și mai apoi la Spitalul Clinic Fundeni, în 1975. Acesta a devenit laboratorul de referință pentru România în cadrul World Federation of Haemophilia. A organizat, de asemenea, dispensarizarea pe plan național bolnavilor cu hemofilie, prin centrele județene de recoltare și de conservare a sângelui.
A avut un rol în ce privește perfecționarea și standardizarea tehnicilor hematologice, în România. Astfel, a preparat Etalonul Național de Hemoglobină împreună cu chimista Florica Enache și a standardizat tehnicile manuale de hemostază. A pus bazele diagnosticului diatezelor hemoragice, punând de asemenea, la punct, tehnica de diferențierea a hemofiliilor A și B. A construit un prototip de analizor electronic pentru numărarea celulelor sanguine, împreună cu inginerul Sorin Tutelea. A studiat modificările morfologice ale sângelui în funcție de diferite perioade de conservare.
Contribuția sa în tratarea pacienților cu hemofilie din România a fost fundamentală, dând celor tineri dintre aceștia posibilitatea să trăiască o viață normală cu o profilaxie corespunzătoare, ceea ce până atunci nu fusese posibil.
A devenit secretar al Societății Române de Hematologie și membru al Academiei de Științe Medicale, care, l-a nominalizat să reprezinte România în Comitetul Internațional de Standardizare în Hematologie. A devenit președinte al Secție de Hematologie al Filialei București a Uniunii Societăților de Științe Medicale. A fost de asemenea, membru al Societății Internaționale de Hematologie.  Pentru contribuțiile sale deosebite la dezvoltarea hematologiei, în România, societatea română de profil i-a acordat calificativul de „Excelență”.

## Activitate didactică și științifică
A urcat toate treptele ierarhilor didactică universitară, în cadrul Catedrei de Hematologie de la Universitatea de Medicină și Farmacie Carol Davila din București și de cercetare. În anii 1980 a dirijat primele cursuri de pregătire a medicilor hematologi, care, au avut ca subiect patologia cascadei coagulării. A predat și în cadrul Școlii Sanitare Postliceale.
A colaborat la scrierea capitolelor de fiziopatologie a hemostazei din cele trei tratate de hematologie publicate în România, până în anii 2000.

## Inf memoriam
În memoria sa, există un premiu al Societății Române de Hematologie, care-i poartă numele. O placă comemorativă a fost instalată în anul 2021, pe fațada casei în care a locuit.